# Kamionobe Megumi
Kamionobe Megumi (上尾野辺 めぐみ, sinh ngày 15 tháng 3 năm 1986) là một cầu thủ bóng đá nữ người Nhật Bản.

## Đội tuyển bóng đá nữ quốc gia Nhật Bản
Kamionobe Megumi thi đấu cho đội tuyển bóng đá nữ quốc gia Nhật Bản từ năm 2009 đến 2016.

## Thống kê sự nghiệp
| Nhật Bản  | Nhật Bản | Nhật Bản |
| Năm       | Trận     | Bàn      |
| --------- | -------- | -------- |
| 2009      | 1        | 0        |
| 2010      | 10       | 1        |
| 2011      | 6        | 1        |
| 2012      | 1        | 0        |
| 2013      | 5        | 0        |
| 2014      | 4        | 0        |
| 2015      | 5        | 0        |
| 2016      | 2        | 0        |
| Tổng cộng | 34       | 2        |